# 5e régiment de cuirassiers « Zeschwitz »
Pour les articles homonymes, voir 5e régiment.
Le 5e régiment de cuirassiers « Zeschwitz » est une unité de cavalerie au service de la Monarchie de Habsbourg. Cette unité est créée en 1683 et dissoute en 1801.

## Création et différentes dénominations
Le nom du colonel est associé au type d'unité, puis à partir de 1798 à son numéro d'ordre.

### Type
- 1683 : formation comme régiment de cuirassiers[1],[2]
- 1798 : devient 5e régiment de cuirassiers[1],[3]
- 1801 : dissous

### Colonels
Les colonels (propriétaires) sont :
- 1683 : Friedrich von Veterani[2]
- 1695 : Wilhelm Jacob Zante (de)[1]
- 1704 : Joseph Anton August Fürst Lobkowitz[1]
- 1717 : Johann Georg Christian von Lobkowitz[1]
- 1753 : Karl Karger von Stampach[4]
- 1768 : Franz Maria[réf. souhaitée] von Modena[4]
- 1781 : Wolfgang Kaspar von Zeschwitz[1],[3]
- 1801 : dissous[1],[5]

## Uniforme
Le régiment porte au milieu du XVIIIe siècle une veste blanche à couleur distinctive rouge, gilet rouge, hauts-de-chausses jaune paille (ou rouges selon Knötel), boutons jaunes. En 1765, le régiment reçoit la couleur distinctive vert clair sur la veste blanche des cuirassiers autrichiens, avec les boutons jaunes. Le 5e régiment de cuirassiers prend en 1798 la couleur distinctive vert gazon, avec les boutons jaunes,.